# Tales of the Sands
Tales of the Sands è il terzo album in studio del gruppo progressive metal tunisino Myrath, pubblicato il 27 settembre 2011 dalla XIII Bis Records in Europa e dalla Nightmare Records a livello mondiale. L'album è stato prodotto da Kevin Codfert, tastierista degli Adagio.

## Tracce
1. Under Siege – 4:28
2. Braving The Seas – 4:20
3. Merciless Times – 3:28
4. Tales of the Sands – 5:19
5. Sour Sigh – 4:58
6. Dawn Within – 3:31
7. Wide Shut – 5:25
8. Requiem for a Goodbye – 4:23
9. Beyond the Stars – 5:15
10. Time to Grow – 4:02

Traccia bonus della versione statunitense
1. Apostrophe for a Legend – 5:10

Traccia bonus della versione giapponese
1. Fate in Motion – 4:49

## Formazione
- Malek Ben Arbia – chitarra
- Zaher Zorgati – voce
- Anis Jouini – basso
- Elyes Bouchoucha – tastiera, voce, violino
- Piwee Desfray – batteria

## Altri musicisti
- Ayman El Guedri – primo violino
- Yassine Ben Miloud – violino
- Anouar Jaaiem – violino
- Clémentine Delauney – voce in Under Siege